# Tescelin le Roux
Tescelin II de Fontaine, dit Tescelin Le Roux ou Tescelin Le Saur
, né vers 1070 et mort en 1117, est seigneur de Fontaine dans le duché de Bourgogne à la fin du XIe siècle et au début du XIIe siècle. Il est le fils de Tescelin Ier de Fontaine et de son épouse Saruc de Grancey.
Il est connu pour être le père de Bernard de Clairvaux, ainsi que de Gérard de Clairvaux et Ombeline de Jully. Il est également l'époux de la bienheureuse Alèthe de Montbard

## Biographie
Il est le fils de Tescelin Ier de Fontaine et de son épouse Saruc de Grancey. Tescelin Ier est un chevalier bourguignon, dépendant du seigneur de Châtillon-sur-Seine et gardien d'un château sur la route de Dijon à Paris. Quant à Saruc, elle est la fille du seigneur de Grancey. Après la mort de son époux, elle épouse en deuxièmes noces Foulques de Serqueux, seigneur d'Aigremont.
Tescelin est décrit comme ayant un teint rougeâtre, presque aux cheveux jaunes, communément appelé Sorus ou Le Roux. Guillaume de Saint-Thierry a écrit qu'il était «un homme de grandes possessions, doux dans les manières, un grand amoureux des pauvres, d'une piété dévouée, et d'un zèle extrême pour la justice ... Il n'a jamais pris armes, sauf pour défendre ses propres terres, ou en compagnie de son seigneur...».
Il est possible que, jeune chevalier, il ait accompagné en pèlerinage en terre sainte l'évêque de Langres Hugues-Renaud de Bar avec qui il visite les lieux saints, ce qui a pu être une des causes de sa ferveur religieuse.
Vers 1085, il épouse Alèthe de Montbard, fille de Bernard, premier seigneur connu de Montbard. Un chroniqueur de leur fils Saint Bernard dit d'eux qu'ils étaient «illustres par leur rang et leur haute descendance, mais plus illustres par leurs vertus».
Tescelin compte parmi les proches du duc de Bourgogne et figure souvent comme témoin dans leurs actes. Ainsi, il est présent avant 1100 lors de la donation des terres de Marcenay par Eudes Ier, alors en partance pour Jérusalem, puis en 1100 et 1101 dans les deuxième et troisième renouvellements de cette donation. De même entre 1102 et 1111 lors du jugement de la cour ducale contre Hugues de Châtillon concernant la forêt de Marcenay. Il est également présent le 16 février 1106 lorsque le pape Pascal II consacre l'église Saint-Bénigne de Dijon. Puis il reçoit «entre ses mains» la donation du village de Pouilly par son cousin Milon de Montbard vers 1113. Tescelin est parmi les témoins de la charte de fondation de l'abbaye de Molesme.
Alèthe meurt en 1105 et est inhumée à l'abbaye Saint-Bénigne de Dijon où l'abbé Jarenton fait graver les images de ses six fils sur sa tombe. Vers la fin de sa vie, Tescelin se fait moine dans cette abbaye jusqu'à sa mort, dont la date du 11 avril 1117 est inscrite sur le registre des décès de l'église Saint-Bénigne de Dijon.

## Héritage

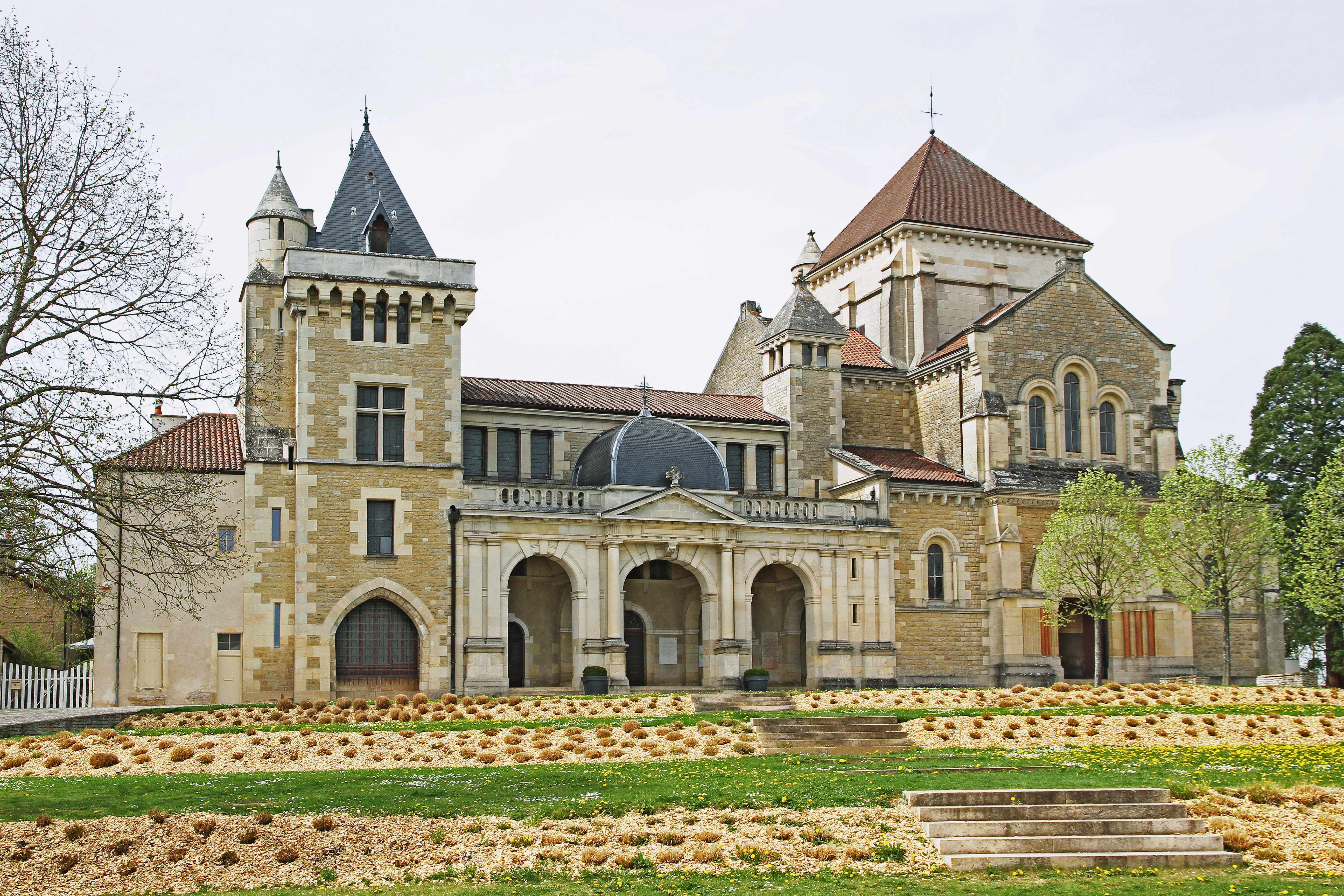
Château et basilique de Fontaine-lès-Dijon.

Le château de Tescelin, dans lequel est né son fils Bernard de Clairvaux, est transformé en oratoire au début du XVIIe siècle où il accueille une congrégation de l'ordre des Feuillants avant de prendre le titre de monastère royal. Le couvent est supprimé pendant la Révolution française et le bâtiment  est utilisé comme forge.
De 1919 à 1978 l'ensemble est occupé par les Rédemptoristes, puis en 2002 par les Frères de la Résurrection et la Fraternité sacerdotale Saint-Pierre.
La maison natale de Bernard de Clairvaux a été restaurée et transformée de 1881 à 1897 puis est devenue un lieu de pèlerinage pour les fidèles de ce saint.

## Mariage et enfants
Il épouse Alèthe de Montbard, qui sera canonisée et plus connue sous le nom de Sainte-Alèthe, fille de Bernard Ier de Montbard, premier seigneur connu de Montbard, avec qui il a sept enfants :
- Guy de Fontaine, qui succède  son père comme seigneur de Fontaine. Il renonce à son titre et à sa jeune épouse, qui se fait religieuse, et se joint à son frère cadet Bernard pour entrer à l'abbaye de Cîteaux.
- Gérard de Clairvaux, qui choisit le métier des armes avant de se joindre à son frère cadet Bernard pour entrer à l'abbaye de Cîteaux puis de participer à la fondation de celle de Clairvaux.
- Bernard de Clairvaux, fondateur et premier abbé de l'abbaye de Clairvaux.
- André de Fontaine, qui se joint à son frère aîné Bernard pour entrer à l'abbaye de Cîteaux.
- Barthélemy de Fontaine, qui se joint à son frère aîné Bernard pour entrer à l'abbaye de Cîteaux.
- Nivard de Clairvaux. Trop jeune, il ne peut suivre ses quatre frères aînés à l'abbaye de Cîteaux, mais les rejoint par la suite puis devient abbé d'Hautvillers.
- Ombeline de Jully. Lorsque ses frères se retirent à l'abbaye de Cîteaux, elle renonce à son mariage et devient moniale au prieuré de Jully-les-Nonnains. Elle sera par la suite bienheureuse.

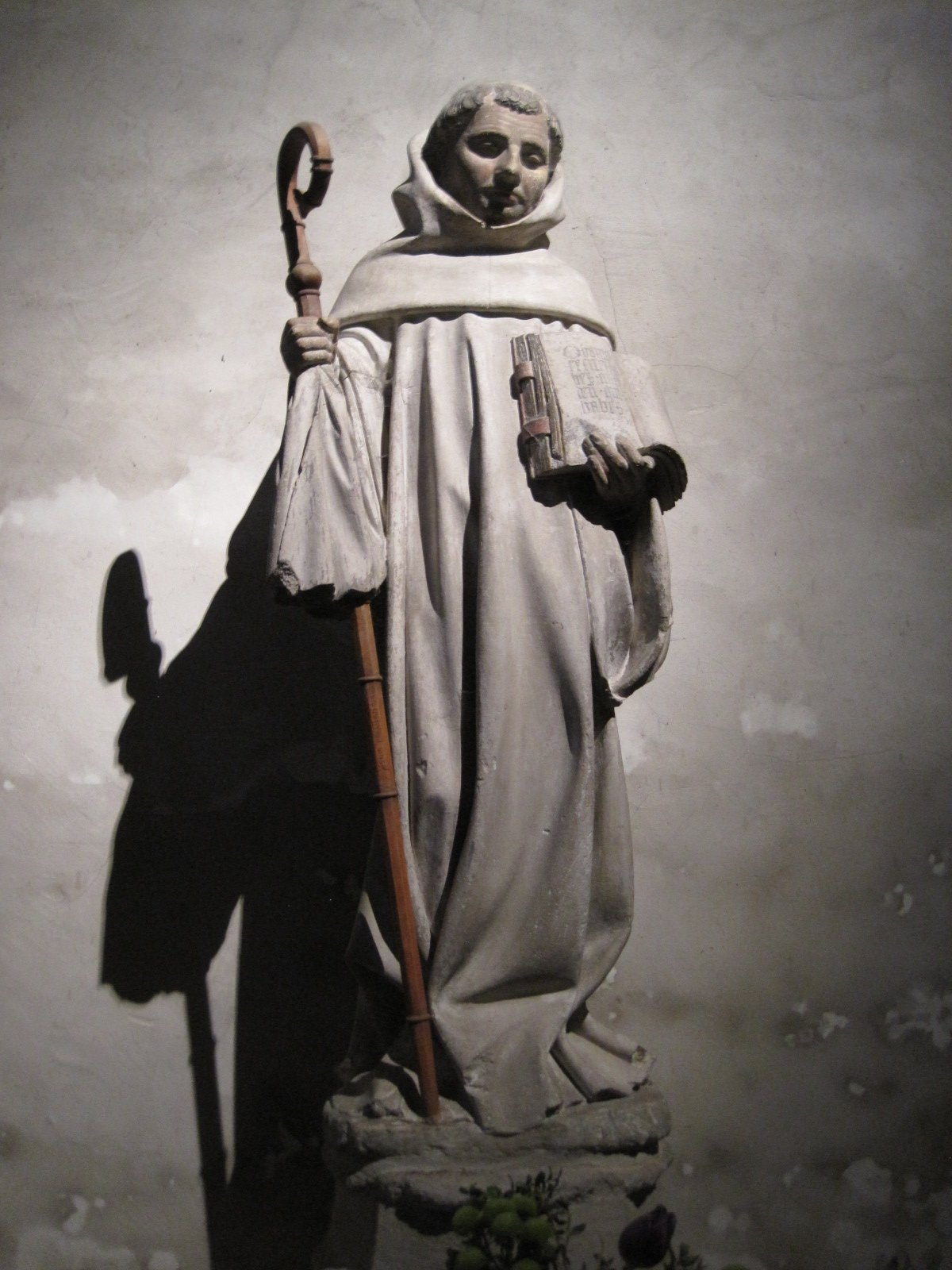
Bernard de Clairvaux.
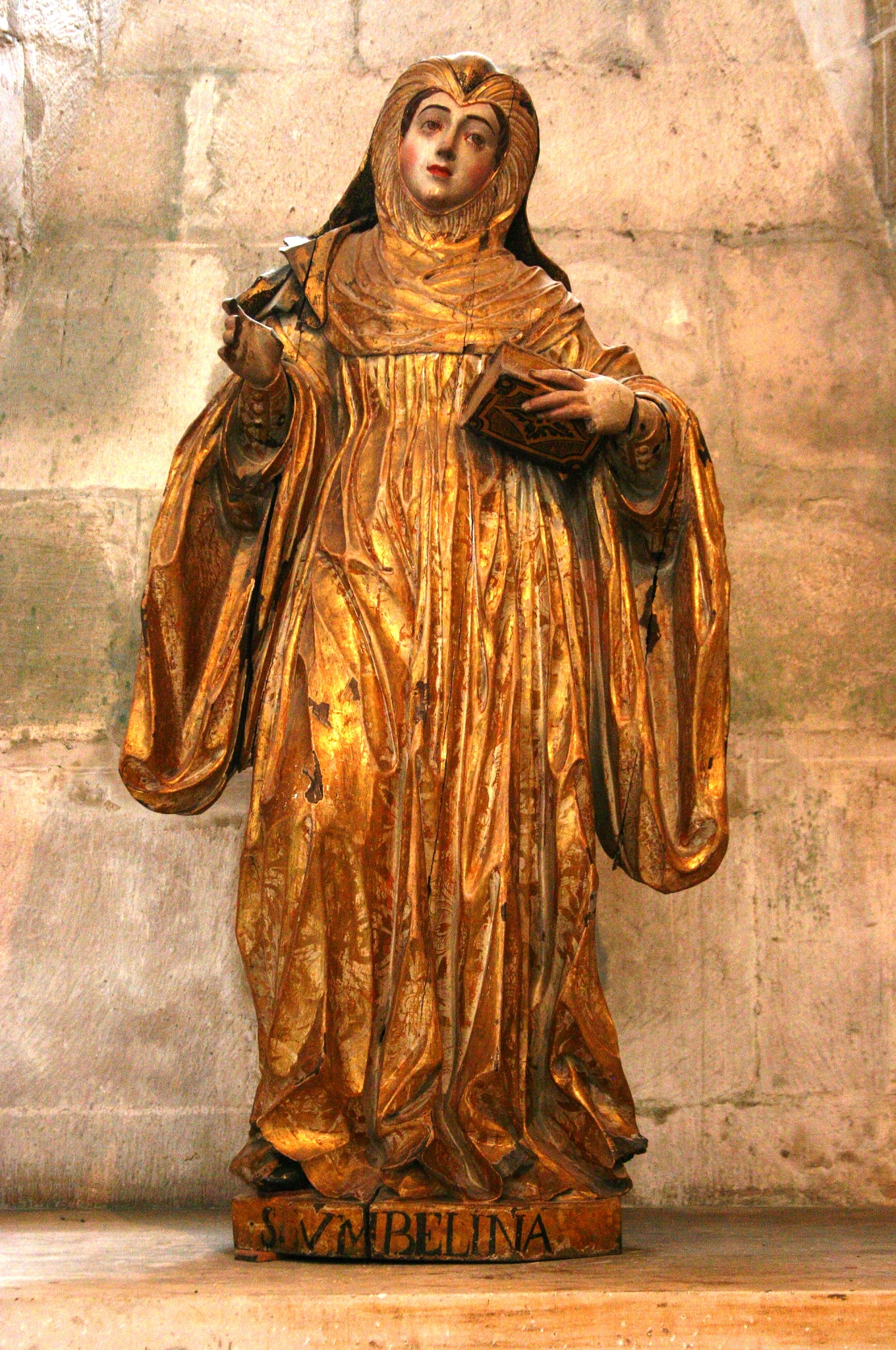
Ombeline de Jully.

## Sources
- Thomas Joachim Alexandre Prosper Mignard, Histoire et légende concernant le pays de la Montagne ou le Chatillonnais..., Paris, V. Didron, 1853 (lire en ligne).
- Henri Beaune et Jules d'Arbaumont, La noblesse aux états de Bourgogne de 1350 à 1789, Dijon, Lamarche, 1864 (lire en ligne), p. XXI.
- E. Joly, Le sanctuaire de saint Bernard à Fontaine-lez-Dijon, Dijon, Mersch, 1884 (lire en ligne).
- Gustave Chevallier, Histoire de Saint Bernard, abbé de Clairvaux, Lille, Imprimerie Saint Augustin, 1889 (lire en ligne).
- (en) Samuel John Eales, St. Bernard, Abbot of Clairvaux, A. D. 1091-1153, Londres, Society for promoting christian knowledge, 1890 (lire en ligne).
- (en) Constance Brittain Bouchard, Sword, Miter, and Cloister: Nobility and the Church in Burgundy, 980-1198, Cornell University Press, 1987 (ISBN 0-8014-1974-3, lire en ligne).
- Laurent Veyssière, Unanimité et diversité cisterciennes : filiations, réseaux, relectures du XIIe au XVIIe siècle sous-titre=Différences de vue et de réalisation chez Étienne Harding, Dijon, C.E.R.C.O.R., 1998 (ISBN 2-86272-177-8, lire en ligne).

- (en) Cet article est partiellement ou en totalité issu de l’article de Wikipédia en anglais intitulé « Tescelin le Roux » (voir la liste des auteurs).